# Nang Pao Corona
La Nang Pao Corona è una struttura geologica della superficie di Venere.